# Petr Forman
Petr Forman (* 23. srpna 1964 Praha) je český herec, divadelník a loutkoherec, syn režiséra Miloše Formana a zpěvačky Věry Křesadlové.
V letech 1983 až 1987 studoval na DAMU obor loutkoherectví. Vystupoval v divadelních souborech Pedluke Padluke. S bratrem (dvojčetem) Matějem hráli ve formacích Tuju a Akabal a stáli u zrodu divadelních poutí. Mezi nejúspěšnější představení Divadla bratří Formanů patří barokní opera Sedlák, čert a Bárbán nebo Prodaná nevěsta. Další projekty bratří Formanů, které vyvolaly poprask na kulturní scéně, se jmenovaly Bouda a Loď tajemství.

## Rodina

Rodina Petra Formana a jeho ženy Kláry

Se svou ženou Klárou (* 1965, dcera scenáristy Jiřího Stránského), scenáristkou a psychoterapeutkou, vychovává dcery Josefínu, Emilku a Toničku. Dcera Antonie (* 1998) režírovala studentský film Martin (2016) a hrála ve filmech Dukla 61 a Balada o pilotovi.

## Filmy
- 1965 Zločin v dívčí škole
- 1969 Ecce homo Homolka
- 1970 Hogo fogo Homolka
- 1972 Homolka a tobolka
- 1989 Vojtěch, řečený sirotek
- 1994 Akumulátor 1
- 1997 Zdivočelá země
- 2000 Duna
- 2000 The Summer of My Deflowering
- 2001 Bez tváře
- 2001 Nachové plachty
- 2002 Brucio nel vento
- 2003 Mazaný Filip
- 2004 Horem pádem
- 2004 Vaterland – lovecký deník
- 2005 A tou nocí nevidím ani jedinou hvězdu
- 2005 Kousek nebe
- 2006 Pusinky
- 2008 U mě dobrý
- 2010 Rodinka
- 2013 Bella Mia